# Astrohydra japonica
Astrohydra japonica is een hydroïdpoliep uit de familie Olindiasidae. De poliep komt uit het geslacht Astrohydra. Astrohydra japonica werd in 1981 voor het eerst wetenschappelijk beschreven door Hashimoto. 